# بیوردام (نوادا)
بیوردام (به انگلیسی: Beaverdam) یک منطقهٔ مسکونی در ایالات متحده آمریکا است که در شهرستان لینکلن، نوادا واقع شده‌است. بیوردام ۱۰٫۰ کیلومتر مربع مساحت و ۴۴ نفر جمعیت دارد و ۱٬۴۰۲٫۱ متر بالاتر از سطح دریا واقع شده‌است.